# East Rutherford
East Rutherford az Amerikai Egyesült Államok északkeleti részén, New Jersey állam Bergen megyéjében elhelyezkedő település. A 2020. évi népszámlálási adatok alapján 10 022 lakosa van.

## Gazdaság
A településen van az újságosstandokat, könyváruházakat és gyorséttermeket üzemeltető Hudson Group székhelye.

## Fordítás
- Ez a szócikk részben vagy egészben  az   East Rutherford, New Jersey című angol Wikipédia-szócikk ezen változatának fordításán alapul.  Az eredeti cikk szerkesztőit annak laptörténete sorolja fel. Ez a jelzés csupán a megfogalmazás eredetét és a szerzői jogokat jelzi, nem szolgál a cikkben szereplő információk forrásmegjelöléseként.